# Guilherme I da Provença

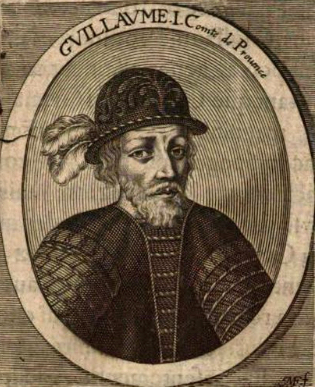
Guilherme I

Guilherme I (c. 950 - depois de 29 de agosto de 993), chamado o Libertador, foi conde da Provença de 967 até sua abdicação, em 992. Em 975, ou 979, tomou o título de marquês.

## Biografia
É frequentemente considerado como o fundador do Condado da Provença. Ele e seu irmão Robaldo I foram condes simultaneamente, mas não se sabe se ambos governaram juntos em toda a Provença ou se a região era dividida entre eles. Robaldo não tinha outro título além do de conde enquanto Guilherme viveu, logo este último parece ter obtido certa supremacia.
Em 980, foi instalado como conde de Arles. Seu apelido vem de suas vitórias sobre os sarracenos, libertando a Provença de sua ameaça, que fora constante desde o estabelecimento de uma base em Fraxineto. Com o auxílio dos condes dos Altos Alpes e dos viscondes de Marselha e de Fos, ele expulsou os sarracenos definitivamente da Provença. Ele reorganizou a região leste do Ródano, a qual ele havia conquistado dos sarracenos e que lhe foi dada de presente pelo rei Conrado da Borgonha. Também com a permissão real, ele e seus descendentes controlavam o fisco (o patrimônio real que pagava os impostos, totalmente em espécie, pelo qual a família real deveria ser sustentada) na Provença. Com o bispo de Grenoble, ele recolonizou o Delfinado e colocou um conde italiano, Ugo Blávia, próximo de Fréjus, em 970, para reiniciar o cultivo daquela terra.
Doou terras para a Abadia de Cluny e abdicou para se tornar um monge, falecendo por volta de 994, em Avinhão, e seu corpo foi sepultado na Igreja da Santa Cruz, em Sarrians. Foi sucedido como marquês por seu irmão Robaldo. Seu grande principado começou a se desmanchar pouco depois de sua morte já que os castelos de seus vassalos, os quais mantinha cuidadosamente sob controle, logo se tornaram alodiados de suas possessões.

### Casamentos e descendência
Guilherme foi casado duas vezes. Sua primeira esposa chamava-se Arsinda, e pouco se sabe sobre ela, apenas que os dois tiveram uma filha: 
- Arsinda, casada com Guilherme III de Toulouse.

Sua segunda esposa foi Adelaide Branca de Anjou, filha de Fulque II de Anjou, já em seu quarto casamento, com quem Guilherme se casou contra a vontade do Papa, em 984. Os dois tiveram, pelo menos, um casal de filhos:
- Guilherme II (c. 986 - 1018), conde da Provença;
- Constança (c. 989 - 25 de julho de 1032), casada com Roberto II da França.